# Montoro Superiore
Montoro Superiore (Monduòrë in campano) è stato un comune italiano di 8 963 abitanti della provincia di Avellino in Campania; il 3 dicembre 2013 è stato disciolto e il suo territorio, insieme quello di Montoro Inferiore, è andato a costituire il nuovo comune di Montoro.

## Storia
L'8 marzo 2009 si è svolta una consultazione per l'unificazione del comune a quello di Montoro Inferiore. I due comuni avevano già costituito un unico ente sino al 1829. Hanno espresso parere favorevole all'unificazione 1 089 votanti su 1 725 recatisi alle urne.
Il 26 e 27 maggio 2013 si è svolto il referendum consultivo sull'unificazione di Montoro Inferiore e Montoro Superiore, terminato con il 77,41% dei votanti complessivi favorevoli all'unificazione. Con la Legge regionale n°16 dell'11 novembre 2013 è stato istituito il comune di Montoro, formalmente costituito il 3 dicembre 2013

## Società

### Evoluzione demografica
Abitanti censiti

## Geografia antropica

### Frazioni
Torchiati era la frazione capoluogo del comune. Le altre frazioni erano: Aterrana, Banzano, Caliano, Chiusa, San Pietro e Sant'Eustachio.